# テームズミード・タウンFC
テームズミード・タウン・フットボールクラブ（Thamesmead Town Football Club）はイングランド、ロンドン、ベクスレー・ロンドン特別区とグリニッジ・ロンドン特別区にまたがって位置している町、テームズミードを本拠地とするサッカークラブチームである。2017-2018シーズンはイスミアンリーグ・ディヴィジョン1・サウス（8部相当）に所属。

## 歴史
前身は1969年に創設されたテームズミードFC（Thamesmead FC）。1973年にサウスレイクFC（Southlake FC）と合併している。1979年にサンデーリーグ（イングランドの草サッカーリーグおよび、その総称。地域ごとに存在している。毎週日曜日の午前中に試合が行われるため、その呼び名が定着した。）に所属している。1年後の1980年にはロンドン・スパルタンリーグ（国内10部から11部に相当、現在はスパルタン・サウスミッドランズリーグ）に所属している。1985年に現在の名称に変更した。1991年からは9部相当のケントリーグに所属。17シーズンめとなった2007-2008シーズンにケントリーグを制覇。新シーズンを8部相当のイスミアンリーグ・ディヴィジョン1・ノースで迎えることとなった。

## タイトル

### 国内タイトル
- ケントリーグ・プレミアディヴィジョン:1回

2007-2008

### 国際タイトル
- なし